# 特搜戰隊刑事連者 THE MOVIE Full Blast Action
《特搜戰隊刑事連者 THE MOVIE Full Blast Action》。是日本特攝節目《特搜戰隊刑事連者》獨立劇場版，日本地區於2004年9月11日上映。
此外日本同步上映《假面騎士劍》獨立劇場版《劇場版 假面騎士劍 MISSING ACE》。

## 概要
- 本作繼《劇場版 百獸戰隊牙吠連者 怒吼吧，火山》後，睽違三年又再度有著劇場版限定戰力的設定。

- 本作敵方集團成員皆為曾擔任過歷任超級戰隊敵方幹部的演員來演出。原創角色瑪莉也由新山千春擔任。

## 前提
刑事連者正在追緝使用病毒兵器「金色之雪」將人類變成機械奴隸的謎樣組織。而這組織是名為『氣泡飲者』的神秘四人集團。

在追查情報的同時，小番邂逅了一名叫作瑪莉的女子。但她實際身分卻是雷斯利星上的SPD成員，來到地球也是為了找到氣泡飲者等人。

瑪莉的母星—雷斯利星的居民都被金色之雪變成了機械奴隸，雷斯利星亦遭毀滅。但瑪莉為了救回被變成機械的居民，便與惡魔達成協議，以病毒換取疫苗。

此時，瑪莉帶著金色之雪從刑事基地逃走了。

## 登場人物

### 刑事連者
| 演員/聲優  | 角色        | 代號       | 台配   |
| ---------- | ----------- | ---------- | ------ |
| 載寧龍二   | 赤座伴番    | 刑事紅     | 李景唐 |
| 林剛史     | 戶增寶兒    | 刑事藍     | 陳幼文 |
| 伊藤陽佑   | 江成仙一    | 刑事綠     | 梁興昌 |
| 木下亞由美 | 禮紋茉莉花  | 刑事黃     | 陶敏嫻 |
| 菊地美香   | 胡堂小梅    | 刑事粉紅   | 王瑞芹 |
| 吉田友一   | 姶良鐵幹    | 刑事布雷克 | 官志宏 |
| 稻田徹     | 高奇·古魯加 | 刑事先鋒   | 官志宏 |

### S.P.D.
白鳥天鵝｜石野真子
瑪莉·古德 Mary Gold｜新山千春
- 個人號碼為羅馬數字的「X(10)」

雷斯利星的女性。能變身成刑事金Deka Gold，在劇中以變身姿態登場的瞬間，就因遭到伏路加攻擊而解除了變身（堪稱變身時間最短的戰隊成員）。氣泡飲者將其故鄉雷斯利星毀滅，為了緝捕他們歸案而來到地球。在某間異星人聚集的酒吧裡擔任駐唱歌手，並暗中蒐查相關資料情報，卻恰巧遇上值勤中的小番，在表明身分過後，便一同協助刑事連者們的行動，最後被伏路加將金色之雪注入了她的體內。具有著男性朋友們都想要的能力「時間暫停」。

### 氣泡飲者四人眾
氣泡飲者原文：

由四名類酒星人所組成的犯罪集團。在機械軀體內寄宿著靈魂的生命體（機械人類）。握有能讓人類變為機械奴隸的致命病菌武器「金色之雪」，同時也是毀滅第17銀河系雷斯利星的罪魁禍首，這次他們把下一個目標鎖定為地球。
類酒星人·伏特加｜遠藤憲一 飾+聲
氣泡飲者的首領。武器為兩把手槍「雙撒旦機槍」及使用名為「邪拳道」的武術。名字來源為伏特加。
類酒星人·布蘭狄爾｜田村円 飾+聲
成員之一。武器為大型火箭砲「蜥蜴火箭砲」。名字來源為白蘭地。
類酒星人·金｜天祭揚子 飾+聲
唯一的女性成員。武器為伸縮自如的鞭子「毒蠍鞭」。名字來源為琴酒。
類酒星人·溫斯忌｜岡本美登 飾+聲
成員之一。武器為大刀「食人魚斬刃」。名字來源為威士忌。

### 其他
宇宙代理商·亞布雷拉｜中尾隆聖 聲
雷斯利星少女｜志田未來
宇宙女大生·芙拉畢裘｜山本梓
宇宙女大生·溫蒂努｜福澄美緒
兩人皆為友情客串，在刑事連者們向異星人打聽氣泡飲者四人眾的情報時登場。
在這兩人登場後的小攤子上出現了刑事連者六人與刑事先鋒的替身演員，這次以本人身分登場。穿著服裝為其替身成員的顏色。
麥克風星人·麥克邁克森｜佐佐木功 聲
友情客串，為ED中現身的樂團主唱。

## 原創機體
暴風越野車 Blast Buggy
- 全長：34.6m / 全幅：24m / 全高：24m / 重量：2000t / 最高速度：600km/h / 出力：1200萬hp/t

雷斯利星的刑事機動車。由在雷斯利星調查的小鐵從當地的刑事基地發現。能單體進行射擊攻擊，但其真正價值在於與機器人合體武裝，才能發揮其性能。由於刑事機械是宇宙統一的規格，所以能夠快速地進行合體。
刑事連者機械人·極限暴風特裝型 Dekaranger Robo Full Blast Custom
- 全長：51m / 全高：47m / 全幅：19.1m / 重量：6600t / 最高速度：220km/h / 出力：2000萬hp/t

由暴風越野車分離後的暴風護盾Blast Shield（車體）及暴風重砲Blast Launcher（搭載砲）和刑事連者機械人進行「特搜武裝」後的型態。在胸前也有桿狀的追加護甲。絕招為將暴風護盾前端立於地面上，一邊迴轉一邊全方位掃射的「迴旋風暴Spinning Blast」，必殺技為將暴風護盾作為底座，把暴風重砲架在上面後，巡邏能源全開充填後發射的「極限加農·極限暴風Blast Launcher·Full Blast」。
怪重機 殺手坦克Killer Tank
為氣泡飲者所有的戰車型怪重機，下半身為坦克履帶。以右手的火神砲及左手的錨為武器。伏特加亦可操控大量無人駕駛的怪重機體。

## 主題曲
「THE MOVIE VERSION DEKARANGER」
- 作詞：藤林聖子、作曲：ゆうまお、歌：デカレンボーイズ & ガールズ

## 幕後
- 原作 - 八手三郎
- 製作人 - 塚田英明・土田真通（東映）、矢田晃一（東映エージエンシー）
- 監督 - 渡辺勝也
- 脚本 - 荒川稔久
- 音楽 - 亀山耕一郎
- 特撮監督 - 佛田洋
- 動作監督 - 石垣広文
- 撮影 - 松村文雄
- 照明 - 竹田勝三
- 美術 - 大谷和正
- 編集 - 州崎千恵子
- 記録 - 関根秀子
- 整音 - 室菌剛
- 助監督 - 竹本昇
- 進行主任 - 喜多智彦
- 制作担当 - 谷口正洋
- 代製作人 - 泉谷裕
- 視覺效果 - 沖満
- 角色設計 - 森木靖泰、松井大、原田吉郎